# Symphyogyna hymenophyllum
Symphyogyna hymenophyllum là một loài rêu trong họ Pallaviciniaceae. Loài này được (Hook.) Mont. & Nees mô tả khoa học đầu tiên năm 1836.